# Превращение пешки

Белая пешка превращается в ферзя с матом

Превращение пешки — одно из правил шахматной игры. Пешка, достигшая последней горизонтали (восьмой для белых, первой для чёрных), становится любой (кроме короля) фигурой того же цвета по выбору игрока, совершающего ход, поскольку пешки назад ходить не могут. Производится немедленно (тем же ходом) независимо от наличия на доске фигур того же наименования; таким образом, на доске может оказаться более одного ферзя данного цвета, более двух ладей, слонов или коней, хотя в турнирной практике подобное встречается редко.
В практической игре в подавляющем большинстве случаев игрок выбирает превращение пешки в самую сильную фигуру — ферзя (96,9 %).

## Шахматный этикет
Как только игрок коснулся выбранной фигурой поля превращения, он теряет право превратить пешку в другую фигуру.
Не обязательно перемещать пешку на поле превращения. Снимать пешку, снимать взятую фигуру (если превращение со взятием) и ставить новую на поле превращения можно в любом порядке, одной рукой.
Если игрок передвинул пешку на поле превращения, нажал часы, но не заменил пешку на новую фигуру, такой ход считается невозможным и воспринимается как вредительство (попытка «задним числом» принять решение, во что превращать, затянуть время или запутать оппонента). Игрок получает предупреждение за невозможный ход, а пешка автоматически превращается в ферзя.

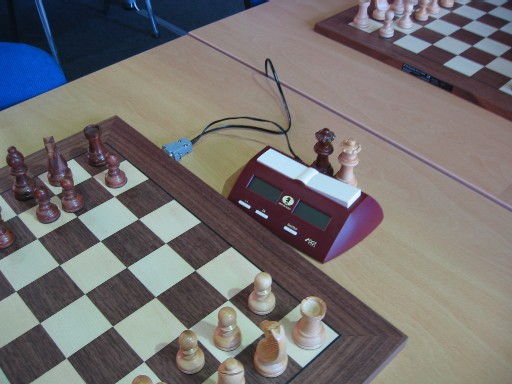
Запасные ферзи

В большинстве шахматных комплектов всего один ферзь, и если появился второй, в любительской игре его как-то имитируют — перевёрнутой ладьёй, шашкой… В турнирной игре такое запрещено — либо снабжают игроков запасными ферзями, либо приносят ещё одну фигуру из запасного комплекта. В таком случае игрок останавливает часы, зовёт судью, тот приносит фигуру и запускает часы. Перевёрнутая ладья, поставленная вместо ферзя, считается ладьёй. Всё чаще встречаются шахматные комплекты с двумя ферзями.

## Слабое превращение
Превращение пешки в любую фигуру, кроме ферзя, в шахматной литературе называется слабым превращением. Чаще всего это конь (1,8 %), так как в этом случае может возникнуть эффектная коневая вилка, либо будет поставлен шах. Превращения в ладью (1,1 %) и даже в слона (0,2 %) на практике встречаются ещё более редко, в случаях, когда необходимо избежать немедленного пата для дальнейшего выигрыша партии. Вот пример слабого превращения в известном дебютном варианте:
Контргамбит Альбина. 1. d4 d5 2. c4 e5 3. de d4 4. e3 Cb4+ 5. Cd2 de 6. C:b4 ef+ 7. Кре2 fgК+! 8. Кре2-е1 Фh4+# , и чёрные выигрывают. Напротив, ничего не даёт 7 …fgФ 8. Ф:d8+ Кр: d8 9. Л:g1=.
Ввиду своей эстетики и неожиданности слабое превращение популярно в шахматной композиции.
|   | a | b | c | d | e | f | g | h |   |
| - | --- | --- | --- | --- | --- | --- | --- | --- | - |
| 8 | e7 чёрная пешка · f7 белый король · e6 белая пешка · f6 чёрный слон · h6 белая пешка · d5 белая пешка · a4 чёрная пешка · d4 чёрный король · a3 чёрный конь | e7 чёрная пешка · f7 белый король · e6 белая пешка · f6 чёрный слон · h6 белая пешка · d5 белая пешка · a4 чёрная пешка · d4 чёрный король · a3 чёрный конь | e7 чёрная пешка · f7 белый король · e6 белая пешка · f6 чёрный слон · h6 белая пешка · d5 белая пешка · a4 чёрная пешка · d4 чёрный король · a3 чёрный конь | e7 чёрная пешка · f7 белый король · e6 белая пешка · f6 чёрный слон · h6 белая пешка · d5 белая пешка · a4 чёрная пешка · d4 чёрный король · a3 чёрный конь | e7 чёрная пешка · f7 белый король · e6 белая пешка · f6 чёрный слон · h6 белая пешка · d5 белая пешка · a4 чёрная пешка · d4 чёрный король · a3 чёрный конь | e7 чёрная пешка · f7 белый король · e6 белая пешка · f6 чёрный слон · h6 белая пешка · d5 белая пешка · a4 чёрная пешка · d4 чёрный король · a3 чёрный конь | e7 чёрная пешка · f7 белый король · e6 белая пешка · f6 чёрный слон · h6 белая пешка · d5 белая пешка · a4 чёрная пешка · d4 чёрный король · a3 чёрный конь | e7 чёрная пешка · f7 белый король · e6 белая пешка · f6 чёрный слон · h6 белая пешка · d5 белая пешка · a4 чёрная пешка · d4 чёрный король · a3 чёрный конь | 8 |
| 7 | e7 чёрная пешка · f7 белый король · e6 белая пешка · f6 чёрный слон · h6 белая пешка · d5 белая пешка · a4 чёрная пешка · d4 чёрный король · a3 чёрный конь | e7 чёрная пешка · f7 белый король · e6 белая пешка · f6 чёрный слон · h6 белая пешка · d5 белая пешка · a4 чёрная пешка · d4 чёрный король · a3 чёрный конь | e7 чёрная пешка · f7 белый король · e6 белая пешка · f6 чёрный слон · h6 белая пешка · d5 белая пешка · a4 чёрная пешка · d4 чёрный король · a3 чёрный конь | e7 чёрная пешка · f7 белый король · e6 белая пешка · f6 чёрный слон · h6 белая пешка · d5 белая пешка · a4 чёрная пешка · d4 чёрный король · a3 чёрный конь | e7 чёрная пешка · f7 белый король · e6 белая пешка · f6 чёрный слон · h6 белая пешка · d5 белая пешка · a4 чёрная пешка · d4 чёрный король · a3 чёрный конь | e7 чёрная пешка · f7 белый король · e6 белая пешка · f6 чёрный слон · h6 белая пешка · d5 белая пешка · a4 чёрная пешка · d4 чёрный король · a3 чёрный конь | e7 чёрная пешка · f7 белый король · e6 белая пешка · f6 чёрный слон · h6 белая пешка · d5 белая пешка · a4 чёрная пешка · d4 чёрный король · a3 чёрный конь | e7 чёрная пешка · f7 белый король · e6 белая пешка · f6 чёрный слон · h6 белая пешка · d5 белая пешка · a4 чёрная пешка · d4 чёрный король · a3 чёрный конь | 7 |
| 6 | e7 чёрная пешка · f7 белый король · e6 белая пешка · f6 чёрный слон · h6 белая пешка · d5 белая пешка · a4 чёрная пешка · d4 чёрный король · a3 чёрный конь | e7 чёрная пешка · f7 белый король · e6 белая пешка · f6 чёрный слон · h6 белая пешка · d5 белая пешка · a4 чёрная пешка · d4 чёрный король · a3 чёрный конь | e7 чёрная пешка · f7 белый король · e6 белая пешка · f6 чёрный слон · h6 белая пешка · d5 белая пешка · a4 чёрная пешка · d4 чёрный король · a3 чёрный конь | e7 чёрная пешка · f7 белый король · e6 белая пешка · f6 чёрный слон · h6 белая пешка · d5 белая пешка · a4 чёрная пешка · d4 чёрный король · a3 чёрный конь | e7 чёрная пешка · f7 белый король · e6 белая пешка · f6 чёрный слон · h6 белая пешка · d5 белая пешка · a4 чёрная пешка · d4 чёрный король · a3 чёрный конь | e7 чёрная пешка · f7 белый король · e6 белая пешка · f6 чёрный слон · h6 белая пешка · d5 белая пешка · a4 чёрная пешка · d4 чёрный король · a3 чёрный конь | e7 чёрная пешка · f7 белый король · e6 белая пешка · f6 чёрный слон · h6 белая пешка · d5 белая пешка · a4 чёрная пешка · d4 чёрный король · a3 чёрный конь | e7 чёрная пешка · f7 белый король · e6 белая пешка · f6 чёрный слон · h6 белая пешка · d5 белая пешка · a4 чёрная пешка · d4 чёрный король · a3 чёрный конь | 6 |
| 5 | e7 чёрная пешка · f7 белый король · e6 белая пешка · f6 чёрный слон · h6 белая пешка · d5 белая пешка · a4 чёрная пешка · d4 чёрный король · a3 чёрный конь | e7 чёрная пешка · f7 белый король · e6 белая пешка · f6 чёрный слон · h6 белая пешка · d5 белая пешка · a4 чёрная пешка · d4 чёрный король · a3 чёрный конь | e7 чёрная пешка · f7 белый король · e6 белая пешка · f6 чёрный слон · h6 белая пешка · d5 белая пешка · a4 чёрная пешка · d4 чёрный король · a3 чёрный конь | e7 чёрная пешка · f7 белый король · e6 белая пешка · f6 чёрный слон · h6 белая пешка · d5 белая пешка · a4 чёрная пешка · d4 чёрный король · a3 чёрный конь | e7 чёрная пешка · f7 белый король · e6 белая пешка · f6 чёрный слон · h6 белая пешка · d5 белая пешка · a4 чёрная пешка · d4 чёрный король · a3 чёрный конь | e7 чёрная пешка · f7 белый король · e6 белая пешка · f6 чёрный слон · h6 белая пешка · d5 белая пешка · a4 чёрная пешка · d4 чёрный король · a3 чёрный конь | e7 чёрная пешка · f7 белый король · e6 белая пешка · f6 чёрный слон · h6 белая пешка · d5 белая пешка · a4 чёрная пешка · d4 чёрный король · a3 чёрный конь | e7 чёрная пешка · f7 белый король · e6 белая пешка · f6 чёрный слон · h6 белая пешка · d5 белая пешка · a4 чёрная пешка · d4 чёрный король · a3 чёрный конь | 5 |
| 4 | e7 чёрная пешка · f7 белый король · e6 белая пешка · f6 чёрный слон · h6 белая пешка · d5 белая пешка · a4 чёрная пешка · d4 чёрный король · a3 чёрный конь | e7 чёрная пешка · f7 белый король · e6 белая пешка · f6 чёрный слон · h6 белая пешка · d5 белая пешка · a4 чёрная пешка · d4 чёрный король · a3 чёрный конь | e7 чёрная пешка · f7 белый король · e6 белая пешка · f6 чёрный слон · h6 белая пешка · d5 белая пешка · a4 чёрная пешка · d4 чёрный король · a3 чёрный конь | e7 чёрная пешка · f7 белый король · e6 белая пешка · f6 чёрный слон · h6 белая пешка · d5 белая пешка · a4 чёрная пешка · d4 чёрный король · a3 чёрный конь | e7 чёрная пешка · f7 белый король · e6 белая пешка · f6 чёрный слон · h6 белая пешка · d5 белая пешка · a4 чёрная пешка · d4 чёрный король · a3 чёрный конь | e7 чёрная пешка · f7 белый король · e6 белая пешка · f6 чёрный слон · h6 белая пешка · d5 белая пешка · a4 чёрная пешка · d4 чёрный король · a3 чёрный конь | e7 чёрная пешка · f7 белый король · e6 белая пешка · f6 чёрный слон · h6 белая пешка · d5 белая пешка · a4 чёрная пешка · d4 чёрный король · a3 чёрный конь | e7 чёрная пешка · f7 белый король · e6 белая пешка · f6 чёрный слон · h6 белая пешка · d5 белая пешка · a4 чёрная пешка · d4 чёрный король · a3 чёрный конь | 4 |
| 3 | e7 чёрная пешка · f7 белый король · e6 белая пешка · f6 чёрный слон · h6 белая пешка · d5 белая пешка · a4 чёрная пешка · d4 чёрный король · a3 чёрный конь | e7 чёрная пешка · f7 белый король · e6 белая пешка · f6 чёрный слон · h6 белая пешка · d5 белая пешка · a4 чёрная пешка · d4 чёрный король · a3 чёрный конь | e7 чёрная пешка · f7 белый король · e6 белая пешка · f6 чёрный слон · h6 белая пешка · d5 белая пешка · a4 чёрная пешка · d4 чёрный король · a3 чёрный конь | e7 чёрная пешка · f7 белый король · e6 белая пешка · f6 чёрный слон · h6 белая пешка · d5 белая пешка · a4 чёрная пешка · d4 чёрный король · a3 чёрный конь | e7 чёрная пешка · f7 белый король · e6 белая пешка · f6 чёрный слон · h6 белая пешка · d5 белая пешка · a4 чёрная пешка · d4 чёрный король · a3 чёрный конь | e7 чёрная пешка · f7 белый король · e6 белая пешка · f6 чёрный слон · h6 белая пешка · d5 белая пешка · a4 чёрная пешка · d4 чёрный король · a3 чёрный конь | e7 чёрная пешка · f7 белый король · e6 белая пешка · f6 чёрный слон · h6 белая пешка · d5 белая пешка · a4 чёрная пешка · d4 чёрный король · a3 чёрный конь | e7 чёрная пешка · f7 белый король · e6 белая пешка · f6 чёрный слон · h6 белая пешка · d5 белая пешка · a4 чёрная пешка · d4 чёрный король · a3 чёрный конь | 3 |
| 2 | e7 чёрная пешка · f7 белый король · e6 белая пешка · f6 чёрный слон · h6 белая пешка · d5 белая пешка · a4 чёрная пешка · d4 чёрный король · a3 чёрный конь | e7 чёрная пешка · f7 белый король · e6 белая пешка · f6 чёрный слон · h6 белая пешка · d5 белая пешка · a4 чёрная пешка · d4 чёрный король · a3 чёрный конь | e7 чёрная пешка · f7 белый король · e6 белая пешка · f6 чёрный слон · h6 белая пешка · d5 белая пешка · a4 чёрная пешка · d4 чёрный король · a3 чёрный конь | e7 чёрная пешка · f7 белый король · e6 белая пешка · f6 чёрный слон · h6 белая пешка · d5 белая пешка · a4 чёрная пешка · d4 чёрный король · a3 чёрный конь | e7 чёрная пешка · f7 белый король · e6 белая пешка · f6 чёрный слон · h6 белая пешка · d5 белая пешка · a4 чёрная пешка · d4 чёрный король · a3 чёрный конь | e7 чёрная пешка · f7 белый король · e6 белая пешка · f6 чёрный слон · h6 белая пешка · d5 белая пешка · a4 чёрная пешка · d4 чёрный король · a3 чёрный конь | e7 чёрная пешка · f7 белый король · e6 белая пешка · f6 чёрный слон · h6 белая пешка · d5 белая пешка · a4 чёрная пешка · d4 чёрный король · a3 чёрный конь | e7 чёрная пешка · f7 белый король · e6 белая пешка · f6 чёрный слон · h6 белая пешка · d5 белая пешка · a4 чёрная пешка · d4 чёрный король · a3 чёрный конь | 2 |
| 1 | e7 чёрная пешка · f7 белый король · e6 белая пешка · f6 чёрный слон · h6 белая пешка · d5 белая пешка · a4 чёрная пешка · d4 чёрный король · a3 чёрный конь | e7 чёрная пешка · f7 белый король · e6 белая пешка · f6 чёрный слон · h6 белая пешка · d5 белая пешка · a4 чёрная пешка · d4 чёрный король · a3 чёрный конь | e7 чёрная пешка · f7 белый король · e6 белая пешка · f6 чёрный слон · h6 белая пешка · d5 белая пешка · a4 чёрная пешка · d4 чёрный король · a3 чёрный конь | e7 чёрная пешка · f7 белый король · e6 белая пешка · f6 чёрный слон · h6 белая пешка · d5 белая пешка · a4 чёрная пешка · d4 чёрный король · a3 чёрный конь | e7 чёрная пешка · f7 белый король · e6 белая пешка · f6 чёрный слон · h6 белая пешка · d5 белая пешка · a4 чёрная пешка · d4 чёрный король · a3 чёрный конь | e7 чёрная пешка · f7 белый король · e6 белая пешка · f6 чёрный слон · h6 белая пешка · d5 белая пешка · a4 чёрная пешка · d4 чёрный король · a3 чёрный конь | e7 чёрная пешка · f7 белый король · e6 белая пешка · f6 чёрный слон · h6 белая пешка · d5 белая пешка · a4 чёрная пешка · d4 чёрный король · a3 чёрный конь | e7 чёрная пешка · f7 белый король · e6 белая пешка · f6 чёрный слон · h6 белая пешка · d5 белая пешка · a4 чёрная пешка · d4 чёрный король · a3 чёрный конь | 1 |
|   | a | b | c | d | e | f | g | h |   |

Решение. 1.d6! Кb5 2.de Крe5 3.е8К! Сh8 4.h7 a3 5.Крg8 Кр: e6 6.Кр: h8 Крf7! 7.Кd6+! Крf8 8.К:b5 a2 9.Кd4! a1Л! 10.Кe6+ Крf7 11.Кd8+ Крg6! 12.Крg8 Лa8 13.h8К+! Крh5 14.Кhf7 ничья. Обратите внимание: по сравнению с начальной позицией произошла полная смена фигур.

Дополнительный вариант: 1 …Кc4 2.de Крe5 3.е8К! Сh8 4.h7 a3 5.Крg8 Кр: e6 6.Кр: h8 Крf7! 7.Кd6+! Крf8 8.К:c4 a2 9.Кe5! a1Л! 10.Кd7+ Крf7 11.Кe5+ Крf6 12.Кd7+ и вечный шах. Три слабых превращения в основном варианте и ещё два — в дополнительном.

### Незначимое слабое превращение
|   | a | b | c | d | e | f | g | h |   |
| - | --- | --- | --- | --- | --- | --- | --- | --- | - |
| 8 | c8 чёрный король · h8 чёрная ладья · c7 чёрная пешка · g7 чёрная пешка · h7 чёрная пешка · b6 чёрная пешка · e5 чёрная пешка · f5 чёрная пешка · b4 белый ферзь · f3 белая пешка · g3 белая пешка · a2 белая пешка · c2 белая пешка · e2 чёрная пешка · f2 белый король · h2 белая пешка · b1 белая ладья · d1 чёрная ладья | c8 чёрный король · h8 чёрная ладья · c7 чёрная пешка · g7 чёрная пешка · h7 чёрная пешка · b6 чёрная пешка · e5 чёрная пешка · f5 чёрная пешка · b4 белый ферзь · f3 белая пешка · g3 белая пешка · a2 белая пешка · c2 белая пешка · e2 чёрная пешка · f2 белый король · h2 белая пешка · b1 белая ладья · d1 чёрная ладья | c8 чёрный король · h8 чёрная ладья · c7 чёрная пешка · g7 чёрная пешка · h7 чёрная пешка · b6 чёрная пешка · e5 чёрная пешка · f5 чёрная пешка · b4 белый ферзь · f3 белая пешка · g3 белая пешка · a2 белая пешка · c2 белая пешка · e2 чёрная пешка · f2 белый король · h2 белая пешка · b1 белая ладья · d1 чёрная ладья | c8 чёрный король · h8 чёрная ладья · c7 чёрная пешка · g7 чёрная пешка · h7 чёрная пешка · b6 чёрная пешка · e5 чёрная пешка · f5 чёрная пешка · b4 белый ферзь · f3 белая пешка · g3 белая пешка · a2 белая пешка · c2 белая пешка · e2 чёрная пешка · f2 белый король · h2 белая пешка · b1 белая ладья · d1 чёрная ладья | c8 чёрный король · h8 чёрная ладья · c7 чёрная пешка · g7 чёрная пешка · h7 чёрная пешка · b6 чёрная пешка · e5 чёрная пешка · f5 чёрная пешка · b4 белый ферзь · f3 белая пешка · g3 белая пешка · a2 белая пешка · c2 белая пешка · e2 чёрная пешка · f2 белый король · h2 белая пешка · b1 белая ладья · d1 чёрная ладья | c8 чёрный король · h8 чёрная ладья · c7 чёрная пешка · g7 чёрная пешка · h7 чёрная пешка · b6 чёрная пешка · e5 чёрная пешка · f5 чёрная пешка · b4 белый ферзь · f3 белая пешка · g3 белая пешка · a2 белая пешка · c2 белая пешка · e2 чёрная пешка · f2 белый король · h2 белая пешка · b1 белая ладья · d1 чёрная ладья | c8 чёрный король · h8 чёрная ладья · c7 чёрная пешка · g7 чёрная пешка · h7 чёрная пешка · b6 чёрная пешка · e5 чёрная пешка · f5 чёрная пешка · b4 белый ферзь · f3 белая пешка · g3 белая пешка · a2 белая пешка · c2 белая пешка · e2 чёрная пешка · f2 белый король · h2 белая пешка · b1 белая ладья · d1 чёрная ладья | c8 чёрный король · h8 чёрная ладья · c7 чёрная пешка · g7 чёрная пешка · h7 чёрная пешка · b6 чёрная пешка · e5 чёрная пешка · f5 чёрная пешка · b4 белый ферзь · f3 белая пешка · g3 белая пешка · a2 белая пешка · c2 белая пешка · e2 чёрная пешка · f2 белый король · h2 белая пешка · b1 белая ладья · d1 чёрная ладья | 8 |
| 7 | c8 чёрный король · h8 чёрная ладья · c7 чёрная пешка · g7 чёрная пешка · h7 чёрная пешка · b6 чёрная пешка · e5 чёрная пешка · f5 чёрная пешка · b4 белый ферзь · f3 белая пешка · g3 белая пешка · a2 белая пешка · c2 белая пешка · e2 чёрная пешка · f2 белый король · h2 белая пешка · b1 белая ладья · d1 чёрная ладья | c8 чёрный король · h8 чёрная ладья · c7 чёрная пешка · g7 чёрная пешка · h7 чёрная пешка · b6 чёрная пешка · e5 чёрная пешка · f5 чёрная пешка · b4 белый ферзь · f3 белая пешка · g3 белая пешка · a2 белая пешка · c2 белая пешка · e2 чёрная пешка · f2 белый король · h2 белая пешка · b1 белая ладья · d1 чёрная ладья | c8 чёрный король · h8 чёрная ладья · c7 чёрная пешка · g7 чёрная пешка · h7 чёрная пешка · b6 чёрная пешка · e5 чёрная пешка · f5 чёрная пешка · b4 белый ферзь · f3 белая пешка · g3 белая пешка · a2 белая пешка · c2 белая пешка · e2 чёрная пешка · f2 белый король · h2 белая пешка · b1 белая ладья · d1 чёрная ладья | c8 чёрный король · h8 чёрная ладья · c7 чёрная пешка · g7 чёрная пешка · h7 чёрная пешка · b6 чёрная пешка · e5 чёрная пешка · f5 чёрная пешка · b4 белый ферзь · f3 белая пешка · g3 белая пешка · a2 белая пешка · c2 белая пешка · e2 чёрная пешка · f2 белый король · h2 белая пешка · b1 белая ладья · d1 чёрная ладья | c8 чёрный король · h8 чёрная ладья · c7 чёрная пешка · g7 чёрная пешка · h7 чёрная пешка · b6 чёрная пешка · e5 чёрная пешка · f5 чёрная пешка · b4 белый ферзь · f3 белая пешка · g3 белая пешка · a2 белая пешка · c2 белая пешка · e2 чёрная пешка · f2 белый король · h2 белая пешка · b1 белая ладья · d1 чёрная ладья | c8 чёрный король · h8 чёрная ладья · c7 чёрная пешка · g7 чёрная пешка · h7 чёрная пешка · b6 чёрная пешка · e5 чёрная пешка · f5 чёрная пешка · b4 белый ферзь · f3 белая пешка · g3 белая пешка · a2 белая пешка · c2 белая пешка · e2 чёрная пешка · f2 белый король · h2 белая пешка · b1 белая ладья · d1 чёрная ладья | c8 чёрный король · h8 чёрная ладья · c7 чёрная пешка · g7 чёрная пешка · h7 чёрная пешка · b6 чёрная пешка · e5 чёрная пешка · f5 чёрная пешка · b4 белый ферзь · f3 белая пешка · g3 белая пешка · a2 белая пешка · c2 белая пешка · e2 чёрная пешка · f2 белый король · h2 белая пешка · b1 белая ладья · d1 чёрная ладья | c8 чёрный король · h8 чёрная ладья · c7 чёрная пешка · g7 чёрная пешка · h7 чёрная пешка · b6 чёрная пешка · e5 чёрная пешка · f5 чёрная пешка · b4 белый ферзь · f3 белая пешка · g3 белая пешка · a2 белая пешка · c2 белая пешка · e2 чёрная пешка · f2 белый король · h2 белая пешка · b1 белая ладья · d1 чёрная ладья | 7 |
| 6 | c8 чёрный король · h8 чёрная ладья · c7 чёрная пешка · g7 чёрная пешка · h7 чёрная пешка · b6 чёрная пешка · e5 чёрная пешка · f5 чёрная пешка · b4 белый ферзь · f3 белая пешка · g3 белая пешка · a2 белая пешка · c2 белая пешка · e2 чёрная пешка · f2 белый король · h2 белая пешка · b1 белая ладья · d1 чёрная ладья | c8 чёрный король · h8 чёрная ладья · c7 чёрная пешка · g7 чёрная пешка · h7 чёрная пешка · b6 чёрная пешка · e5 чёрная пешка · f5 чёрная пешка · b4 белый ферзь · f3 белая пешка · g3 белая пешка · a2 белая пешка · c2 белая пешка · e2 чёрная пешка · f2 белый король · h2 белая пешка · b1 белая ладья · d1 чёрная ладья | c8 чёрный король · h8 чёрная ладья · c7 чёрная пешка · g7 чёрная пешка · h7 чёрная пешка · b6 чёрная пешка · e5 чёрная пешка · f5 чёрная пешка · b4 белый ферзь · f3 белая пешка · g3 белая пешка · a2 белая пешка · c2 белая пешка · e2 чёрная пешка · f2 белый король · h2 белая пешка · b1 белая ладья · d1 чёрная ладья | c8 чёрный король · h8 чёрная ладья · c7 чёрная пешка · g7 чёрная пешка · h7 чёрная пешка · b6 чёрная пешка · e5 чёрная пешка · f5 чёрная пешка · b4 белый ферзь · f3 белая пешка · g3 белая пешка · a2 белая пешка · c2 белая пешка · e2 чёрная пешка · f2 белый король · h2 белая пешка · b1 белая ладья · d1 чёрная ладья | c8 чёрный король · h8 чёрная ладья · c7 чёрная пешка · g7 чёрная пешка · h7 чёрная пешка · b6 чёрная пешка · e5 чёрная пешка · f5 чёрная пешка · b4 белый ферзь · f3 белая пешка · g3 белая пешка · a2 белая пешка · c2 белая пешка · e2 чёрная пешка · f2 белый король · h2 белая пешка · b1 белая ладья · d1 чёрная ладья | c8 чёрный король · h8 чёрная ладья · c7 чёрная пешка · g7 чёрная пешка · h7 чёрная пешка · b6 чёрная пешка · e5 чёрная пешка · f5 чёрная пешка · b4 белый ферзь · f3 белая пешка · g3 белая пешка · a2 белая пешка · c2 белая пешка · e2 чёрная пешка · f2 белый король · h2 белая пешка · b1 белая ладья · d1 чёрная ладья | c8 чёрный король · h8 чёрная ладья · c7 чёрная пешка · g7 чёрная пешка · h7 чёрная пешка · b6 чёрная пешка · e5 чёрная пешка · f5 чёрная пешка · b4 белый ферзь · f3 белая пешка · g3 белая пешка · a2 белая пешка · c2 белая пешка · e2 чёрная пешка · f2 белый король · h2 белая пешка · b1 белая ладья · d1 чёрная ладья | c8 чёрный король · h8 чёрная ладья · c7 чёрная пешка · g7 чёрная пешка · h7 чёрная пешка · b6 чёрная пешка · e5 чёрная пешка · f5 чёрная пешка · b4 белый ферзь · f3 белая пешка · g3 белая пешка · a2 белая пешка · c2 белая пешка · e2 чёрная пешка · f2 белый король · h2 белая пешка · b1 белая ладья · d1 чёрная ладья | 6 |
| 5 | c8 чёрный король · h8 чёрная ладья · c7 чёрная пешка · g7 чёрная пешка · h7 чёрная пешка · b6 чёрная пешка · e5 чёрная пешка · f5 чёрная пешка · b4 белый ферзь · f3 белая пешка · g3 белая пешка · a2 белая пешка · c2 белая пешка · e2 чёрная пешка · f2 белый король · h2 белая пешка · b1 белая ладья · d1 чёрная ладья | c8 чёрный король · h8 чёрная ладья · c7 чёрная пешка · g7 чёрная пешка · h7 чёрная пешка · b6 чёрная пешка · e5 чёрная пешка · f5 чёрная пешка · b4 белый ферзь · f3 белая пешка · g3 белая пешка · a2 белая пешка · c2 белая пешка · e2 чёрная пешка · f2 белый король · h2 белая пешка · b1 белая ладья · d1 чёрная ладья | c8 чёрный король · h8 чёрная ладья · c7 чёрная пешка · g7 чёрная пешка · h7 чёрная пешка · b6 чёрная пешка · e5 чёрная пешка · f5 чёрная пешка · b4 белый ферзь · f3 белая пешка · g3 белая пешка · a2 белая пешка · c2 белая пешка · e2 чёрная пешка · f2 белый король · h2 белая пешка · b1 белая ладья · d1 чёрная ладья | c8 чёрный король · h8 чёрная ладья · c7 чёрная пешка · g7 чёрная пешка · h7 чёрная пешка · b6 чёрная пешка · e5 чёрная пешка · f5 чёрная пешка · b4 белый ферзь · f3 белая пешка · g3 белая пешка · a2 белая пешка · c2 белая пешка · e2 чёрная пешка · f2 белый король · h2 белая пешка · b1 белая ладья · d1 чёрная ладья | c8 чёрный король · h8 чёрная ладья · c7 чёрная пешка · g7 чёрная пешка · h7 чёрная пешка · b6 чёрная пешка · e5 чёрная пешка · f5 чёрная пешка · b4 белый ферзь · f3 белая пешка · g3 белая пешка · a2 белая пешка · c2 белая пешка · e2 чёрная пешка · f2 белый король · h2 белая пешка · b1 белая ладья · d1 чёрная ладья | c8 чёрный король · h8 чёрная ладья · c7 чёрная пешка · g7 чёрная пешка · h7 чёрная пешка · b6 чёрная пешка · e5 чёрная пешка · f5 чёрная пешка · b4 белый ферзь · f3 белая пешка · g3 белая пешка · a2 белая пешка · c2 белая пешка · e2 чёрная пешка · f2 белый король · h2 белая пешка · b1 белая ладья · d1 чёрная ладья | c8 чёрный король · h8 чёрная ладья · c7 чёрная пешка · g7 чёрная пешка · h7 чёрная пешка · b6 чёрная пешка · e5 чёрная пешка · f5 чёрная пешка · b4 белый ферзь · f3 белая пешка · g3 белая пешка · a2 белая пешка · c2 белая пешка · e2 чёрная пешка · f2 белый король · h2 белая пешка · b1 белая ладья · d1 чёрная ладья | c8 чёрный король · h8 чёрная ладья · c7 чёрная пешка · g7 чёрная пешка · h7 чёрная пешка · b6 чёрная пешка · e5 чёрная пешка · f5 чёрная пешка · b4 белый ферзь · f3 белая пешка · g3 белая пешка · a2 белая пешка · c2 белая пешка · e2 чёрная пешка · f2 белый король · h2 белая пешка · b1 белая ладья · d1 чёрная ладья | 5 |
| 4 | c8 чёрный король · h8 чёрная ладья · c7 чёрная пешка · g7 чёрная пешка · h7 чёрная пешка · b6 чёрная пешка · e5 чёрная пешка · f5 чёрная пешка · b4 белый ферзь · f3 белая пешка · g3 белая пешка · a2 белая пешка · c2 белая пешка · e2 чёрная пешка · f2 белый король · h2 белая пешка · b1 белая ладья · d1 чёрная ладья | c8 чёрный король · h8 чёрная ладья · c7 чёрная пешка · g7 чёрная пешка · h7 чёрная пешка · b6 чёрная пешка · e5 чёрная пешка · f5 чёрная пешка · b4 белый ферзь · f3 белая пешка · g3 белая пешка · a2 белая пешка · c2 белая пешка · e2 чёрная пешка · f2 белый король · h2 белая пешка · b1 белая ладья · d1 чёрная ладья | c8 чёрный король · h8 чёрная ладья · c7 чёрная пешка · g7 чёрная пешка · h7 чёрная пешка · b6 чёрная пешка · e5 чёрная пешка · f5 чёрная пешка · b4 белый ферзь · f3 белая пешка · g3 белая пешка · a2 белая пешка · c2 белая пешка · e2 чёрная пешка · f2 белый король · h2 белая пешка · b1 белая ладья · d1 чёрная ладья | c8 чёрный король · h8 чёрная ладья · c7 чёрная пешка · g7 чёрная пешка · h7 чёрная пешка · b6 чёрная пешка · e5 чёрная пешка · f5 чёрная пешка · b4 белый ферзь · f3 белая пешка · g3 белая пешка · a2 белая пешка · c2 белая пешка · e2 чёрная пешка · f2 белый король · h2 белая пешка · b1 белая ладья · d1 чёрная ладья | c8 чёрный король · h8 чёрная ладья · c7 чёрная пешка · g7 чёрная пешка · h7 чёрная пешка · b6 чёрная пешка · e5 чёрная пешка · f5 чёрная пешка · b4 белый ферзь · f3 белая пешка · g3 белая пешка · a2 белая пешка · c2 белая пешка · e2 чёрная пешка · f2 белый король · h2 белая пешка · b1 белая ладья · d1 чёрная ладья | c8 чёрный король · h8 чёрная ладья · c7 чёрная пешка · g7 чёрная пешка · h7 чёрная пешка · b6 чёрная пешка · e5 чёрная пешка · f5 чёрная пешка · b4 белый ферзь · f3 белая пешка · g3 белая пешка · a2 белая пешка · c2 белая пешка · e2 чёрная пешка · f2 белый король · h2 белая пешка · b1 белая ладья · d1 чёрная ладья | c8 чёрный король · h8 чёрная ладья · c7 чёрная пешка · g7 чёрная пешка · h7 чёрная пешка · b6 чёрная пешка · e5 чёрная пешка · f5 чёрная пешка · b4 белый ферзь · f3 белая пешка · g3 белая пешка · a2 белая пешка · c2 белая пешка · e2 чёрная пешка · f2 белый король · h2 белая пешка · b1 белая ладья · d1 чёрная ладья | c8 чёрный король · h8 чёрная ладья · c7 чёрная пешка · g7 чёрная пешка · h7 чёрная пешка · b6 чёрная пешка · e5 чёрная пешка · f5 чёрная пешка · b4 белый ферзь · f3 белая пешка · g3 белая пешка · a2 белая пешка · c2 белая пешка · e2 чёрная пешка · f2 белый король · h2 белая пешка · b1 белая ладья · d1 чёрная ладья | 4 |
| 3 | c8 чёрный король · h8 чёрная ладья · c7 чёрная пешка · g7 чёрная пешка · h7 чёрная пешка · b6 чёрная пешка · e5 чёрная пешка · f5 чёрная пешка · b4 белый ферзь · f3 белая пешка · g3 белая пешка · a2 белая пешка · c2 белая пешка · e2 чёрная пешка · f2 белый король · h2 белая пешка · b1 белая ладья · d1 чёрная ладья | c8 чёрный король · h8 чёрная ладья · c7 чёрная пешка · g7 чёрная пешка · h7 чёрная пешка · b6 чёрная пешка · e5 чёрная пешка · f5 чёрная пешка · b4 белый ферзь · f3 белая пешка · g3 белая пешка · a2 белая пешка · c2 белая пешка · e2 чёрная пешка · f2 белый король · h2 белая пешка · b1 белая ладья · d1 чёрная ладья | c8 чёрный король · h8 чёрная ладья · c7 чёрная пешка · g7 чёрная пешка · h7 чёрная пешка · b6 чёрная пешка · e5 чёрная пешка · f5 чёрная пешка · b4 белый ферзь · f3 белая пешка · g3 белая пешка · a2 белая пешка · c2 белая пешка · e2 чёрная пешка · f2 белый король · h2 белая пешка · b1 белая ладья · d1 чёрная ладья | c8 чёрный король · h8 чёрная ладья · c7 чёрная пешка · g7 чёрная пешка · h7 чёрная пешка · b6 чёрная пешка · e5 чёрная пешка · f5 чёрная пешка · b4 белый ферзь · f3 белая пешка · g3 белая пешка · a2 белая пешка · c2 белая пешка · e2 чёрная пешка · f2 белый король · h2 белая пешка · b1 белая ладья · d1 чёрная ладья | c8 чёрный король · h8 чёрная ладья · c7 чёрная пешка · g7 чёрная пешка · h7 чёрная пешка · b6 чёрная пешка · e5 чёрная пешка · f5 чёрная пешка · b4 белый ферзь · f3 белая пешка · g3 белая пешка · a2 белая пешка · c2 белая пешка · e2 чёрная пешка · f2 белый король · h2 белая пешка · b1 белая ладья · d1 чёрная ладья | c8 чёрный король · h8 чёрная ладья · c7 чёрная пешка · g7 чёрная пешка · h7 чёрная пешка · b6 чёрная пешка · e5 чёрная пешка · f5 чёрная пешка · b4 белый ферзь · f3 белая пешка · g3 белая пешка · a2 белая пешка · c2 белая пешка · e2 чёрная пешка · f2 белый король · h2 белая пешка · b1 белая ладья · d1 чёрная ладья | c8 чёрный король · h8 чёрная ладья · c7 чёрная пешка · g7 чёрная пешка · h7 чёрная пешка · b6 чёрная пешка · e5 чёрная пешка · f5 чёрная пешка · b4 белый ферзь · f3 белая пешка · g3 белая пешка · a2 белая пешка · c2 белая пешка · e2 чёрная пешка · f2 белый король · h2 белая пешка · b1 белая ладья · d1 чёрная ладья | c8 чёрный король · h8 чёрная ладья · c7 чёрная пешка · g7 чёрная пешка · h7 чёрная пешка · b6 чёрная пешка · e5 чёрная пешка · f5 чёрная пешка · b4 белый ферзь · f3 белая пешка · g3 белая пешка · a2 белая пешка · c2 белая пешка · e2 чёрная пешка · f2 белый король · h2 белая пешка · b1 белая ладья · d1 чёрная ладья | 3 |
| 2 | c8 чёрный король · h8 чёрная ладья · c7 чёрная пешка · g7 чёрная пешка · h7 чёрная пешка · b6 чёрная пешка · e5 чёрная пешка · f5 чёрная пешка · b4 белый ферзь · f3 белая пешка · g3 белая пешка · a2 белая пешка · c2 белая пешка · e2 чёрная пешка · f2 белый король · h2 белая пешка · b1 белая ладья · d1 чёрная ладья | c8 чёрный король · h8 чёрная ладья · c7 чёрная пешка · g7 чёрная пешка · h7 чёрная пешка · b6 чёрная пешка · e5 чёрная пешка · f5 чёрная пешка · b4 белый ферзь · f3 белая пешка · g3 белая пешка · a2 белая пешка · c2 белая пешка · e2 чёрная пешка · f2 белый король · h2 белая пешка · b1 белая ладья · d1 чёрная ладья | c8 чёрный король · h8 чёрная ладья · c7 чёрная пешка · g7 чёрная пешка · h7 чёрная пешка · b6 чёрная пешка · e5 чёрная пешка · f5 чёрная пешка · b4 белый ферзь · f3 белая пешка · g3 белая пешка · a2 белая пешка · c2 белая пешка · e2 чёрная пешка · f2 белый король · h2 белая пешка · b1 белая ладья · d1 чёрная ладья | c8 чёрный король · h8 чёрная ладья · c7 чёрная пешка · g7 чёрная пешка · h7 чёрная пешка · b6 чёрная пешка · e5 чёрная пешка · f5 чёрная пешка · b4 белый ферзь · f3 белая пешка · g3 белая пешка · a2 белая пешка · c2 белая пешка · e2 чёрная пешка · f2 белый король · h2 белая пешка · b1 белая ладья · d1 чёрная ладья | c8 чёрный король · h8 чёрная ладья · c7 чёрная пешка · g7 чёрная пешка · h7 чёрная пешка · b6 чёрная пешка · e5 чёрная пешка · f5 чёрная пешка · b4 белый ферзь · f3 белая пешка · g3 белая пешка · a2 белая пешка · c2 белая пешка · e2 чёрная пешка · f2 белый король · h2 белая пешка · b1 белая ладья · d1 чёрная ладья | c8 чёрный король · h8 чёрная ладья · c7 чёрная пешка · g7 чёрная пешка · h7 чёрная пешка · b6 чёрная пешка · e5 чёрная пешка · f5 чёрная пешка · b4 белый ферзь · f3 белая пешка · g3 белая пешка · a2 белая пешка · c2 белая пешка · e2 чёрная пешка · f2 белый король · h2 белая пешка · b1 белая ладья · d1 чёрная ладья | c8 чёрный король · h8 чёрная ладья · c7 чёрная пешка · g7 чёрная пешка · h7 чёрная пешка · b6 чёрная пешка · e5 чёрная пешка · f5 чёрная пешка · b4 белый ферзь · f3 белая пешка · g3 белая пешка · a2 белая пешка · c2 белая пешка · e2 чёрная пешка · f2 белый король · h2 белая пешка · b1 белая ладья · d1 чёрная ладья | c8 чёрный король · h8 чёрная ладья · c7 чёрная пешка · g7 чёрная пешка · h7 чёрная пешка · b6 чёрная пешка · e5 чёрная пешка · f5 чёрная пешка · b4 белый ферзь · f3 белая пешка · g3 белая пешка · a2 белая пешка · c2 белая пешка · e2 чёрная пешка · f2 белый король · h2 белая пешка · b1 белая ладья · d1 чёрная ладья | 2 |
| 1 | c8 чёрный король · h8 чёрная ладья · c7 чёрная пешка · g7 чёрная пешка · h7 чёрная пешка · b6 чёрная пешка · e5 чёрная пешка · f5 чёрная пешка · b4 белый ферзь · f3 белая пешка · g3 белая пешка · a2 белая пешка · c2 белая пешка · e2 чёрная пешка · f2 белый король · h2 белая пешка · b1 белая ладья · d1 чёрная ладья | c8 чёрный король · h8 чёрная ладья · c7 чёрная пешка · g7 чёрная пешка · h7 чёрная пешка · b6 чёрная пешка · e5 чёрная пешка · f5 чёрная пешка · b4 белый ферзь · f3 белая пешка · g3 белая пешка · a2 белая пешка · c2 белая пешка · e2 чёрная пешка · f2 белый король · h2 белая пешка · b1 белая ладья · d1 чёрная ладья | c8 чёрный король · h8 чёрная ладья · c7 чёрная пешка · g7 чёрная пешка · h7 чёрная пешка · b6 чёрная пешка · e5 чёрная пешка · f5 чёрная пешка · b4 белый ферзь · f3 белая пешка · g3 белая пешка · a2 белая пешка · c2 белая пешка · e2 чёрная пешка · f2 белый король · h2 белая пешка · b1 белая ладья · d1 чёрная ладья | c8 чёрный король · h8 чёрная ладья · c7 чёрная пешка · g7 чёрная пешка · h7 чёрная пешка · b6 чёрная пешка · e5 чёрная пешка · f5 чёрная пешка · b4 белый ферзь · f3 белая пешка · g3 белая пешка · a2 белая пешка · c2 белая пешка · e2 чёрная пешка · f2 белый король · h2 белая пешка · b1 белая ладья · d1 чёрная ладья | c8 чёрный король · h8 чёрная ладья · c7 чёрная пешка · g7 чёрная пешка · h7 чёрная пешка · b6 чёрная пешка · e5 чёрная пешка · f5 чёрная пешка · b4 белый ферзь · f3 белая пешка · g3 белая пешка · a2 белая пешка · c2 белая пешка · e2 чёрная пешка · f2 белый король · h2 белая пешка · b1 белая ладья · d1 чёрная ладья | c8 чёрный король · h8 чёрная ладья · c7 чёрная пешка · g7 чёрная пешка · h7 чёрная пешка · b6 чёрная пешка · e5 чёрная пешка · f5 чёрная пешка · b4 белый ферзь · f3 белая пешка · g3 белая пешка · a2 белая пешка · c2 белая пешка · e2 чёрная пешка · f2 белый король · h2 белая пешка · b1 белая ладья · d1 чёрная ладья | c8 чёрный король · h8 чёрная ладья · c7 чёрная пешка · g7 чёрная пешка · h7 чёрная пешка · b6 чёрная пешка · e5 чёрная пешка · f5 чёрная пешка · b4 белый ферзь · f3 белая пешка · g3 белая пешка · a2 белая пешка · c2 белая пешка · e2 чёрная пешка · f2 белый король · h2 белая пешка · b1 белая ладья · d1 чёрная ладья | c8 чёрный король · h8 чёрная ладья · c7 чёрная пешка · g7 чёрная пешка · h7 чёрная пешка · b6 чёрная пешка · e5 чёрная пешка · f5 чёрная пешка · b4 белый ферзь · f3 белая пешка · g3 белая пешка · a2 белая пешка · c2 белая пешка · e2 чёрная пешка · f2 белый король · h2 белая пешка · b1 белая ладья · d1 чёрная ладья | 1 |
|   | a | b | c | d | e | f | g | h |   |

В практической игре бывают превращения в слабую фигуру, потому что не имеет значения, во что превращать: либо превращённую фигуру сразу же съедят, либо ферзь на доске уже есть, и даже с таким материалом выигрыш обеспечен. В данной партии не имеет значения, во что превращать: белые вынуждены брать слона/ферзя 25…e1♝+ 26. ♕:e1. Широв сдался на 39-м ходу.
В любительской игре встречается «домашнее» правило — можно превращать только в те фигуры, что сняты с доски.
Если в шахматной композиции пешка, превращаясь, ставит мат или делает критический перевес — нет никакого значения, ферзь это будет или, например, ладья. Это не бросает тень на единственность решения.

## История
Превращение существовало в чатуранге, но во что — непонятно. Одни источники говорят, что в фарзина (тогдашнего слабого ферзя), другие — в ту фигуру, которая изначально стояла на этой вертикали (а если превращается королевская, то в фарзина). Если таких фигур на доске полный комплект, пешка стояла без превращения.
В шатрандже пешка превращалась исключительно в фарзина.
Когда в XV веке ферзь стал могучей королевой, некоторые игроки были против того факта, что у короля две королевы.
В XIX веке существовало множество местечковых правил, в частности:
- пешка может сидеть на 8-й горизонтали пешкой, пока игрок не примет решение её превратить (Великобритания);
- пешка может остаться пешкой и не иметь там хода (снова Великобритания);
- можно превращать только во взятую фигуру (Германия, Скандинавия, Россия и другие страны).

Но всё-таки ко времени второй книги Джейкоба Саррата (1828) неограниченное превращение было самым популярным правилом.
В 1883 текущее правило — превращать сразу же, в том числе сверх комплекта — стало обязательным.

## В других играх
- Макрук: пешка, достигшая 6-й горизонтали, превращается в фарзина.
- Сёги: фигура, попавшая на 7-ю горизонталь и дальше, может в начале или конце хода перевернуться и превратиться в более сильную. Превращение обязательно, если непревращённой фигуре дальше ходить некуда: например, пешка, достигшая 9-й горизонтали. Захваченную фигуру выкладывают в непревращённом состоянии.
- Ситтуйин: зона превращения ломаная, a8-d5-e5-h8 (для белых). Попав на эти восемь клеток, пешка может (не обязана) превратиться только в фарзина. Проскочив эти клетки, пешка превращаться уже не может.
- Сянци: превращения нет. На чужой стороне доски пешка может ходить не только прямо, но и вбок.